# Tomuan
Tomuan is een bestuurslaag in het regentschap Pematang Siantar van de provincie Noord-Sumatra, Indonesië. Tomuan telt 9172 inwoners (volkstelling 2010).